# Hans Bischoffshausen
Hans Bischoffshausen, auch Hans Stutz (* 2. November 1927 in Feld am See; † 19. Juni 1987 in Villach) war ein avantgardistischer Kärntner Maler und Kulturkritiker und einer der Hauptvertreter der österreichischen zeitgenössischen Malerei und Graphik.

## Leben und Schaffen

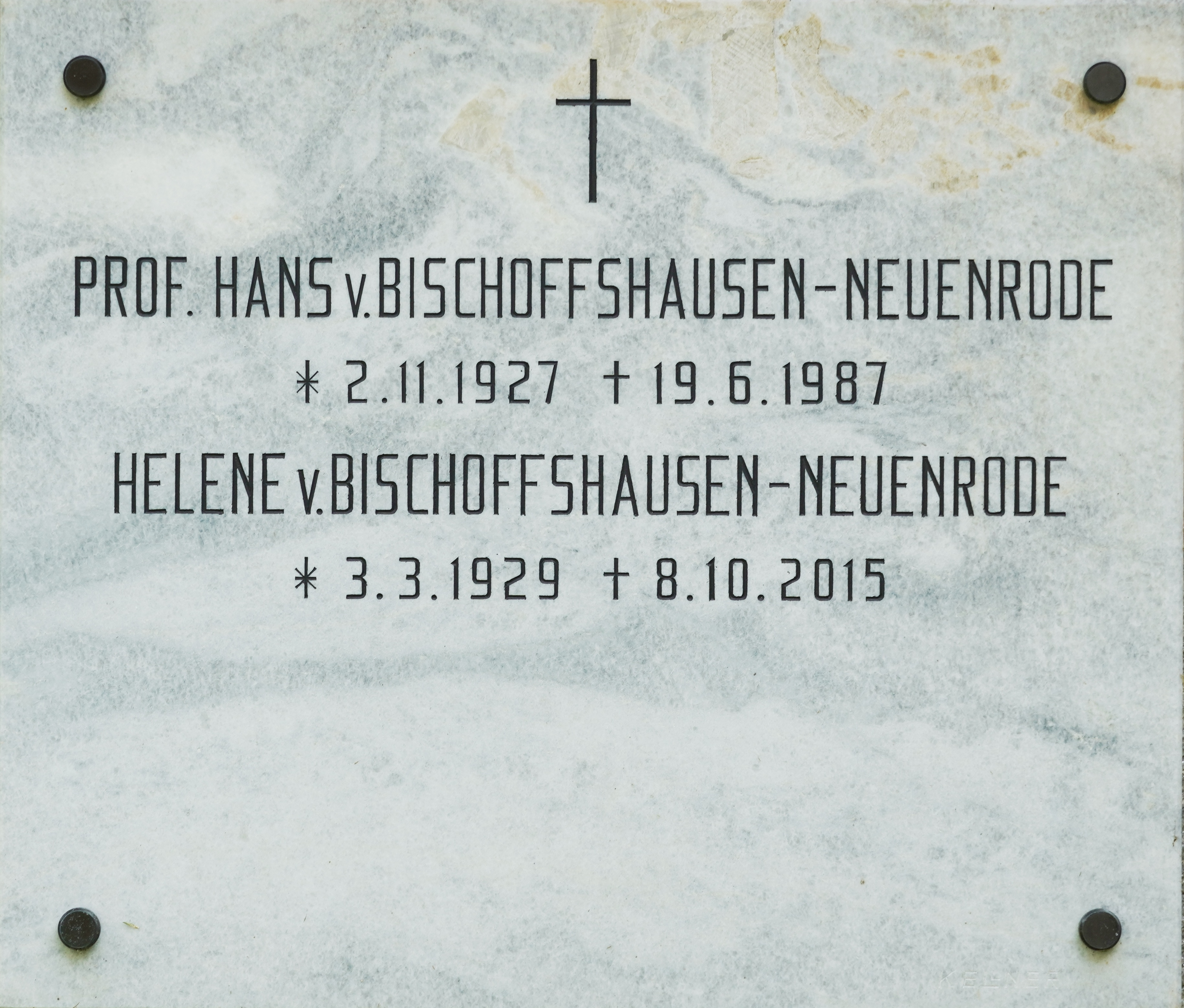
Gedenktafel in Feld am See

Nach „vier Volks- und fünf Mittelschulen“ in Feld am See, Freiberg, Berlin, Wien etc., einem Einsatz als internierter Luftwaffenhelfer, beim Reichsarbeitsdienst und in der Wehrmacht legte Bischoffshausen die Reifeprüfung in Villach ab und begann 1946 ein Architekturstudium an der TH Graz, beendete sein Studium jedoch nicht, sondern eignete sich überwiegend autodidaktisch die Techniken und Stilmittel der klassischen Moderne an. In seinen Frühwerken sind deutliche Anklänge an Paul Klee sichtbar, jedoch gleichzeitig ist bereits durchaus starke Eigenständigkeit vorhanden.

„… durch Professor Kurt Weber zur Malerei hingerissen, beginnt seit 1947 der Sturz in die Malerei. Nach Einführung und Weg über die Impressionisten, analytischem und synthetischem Kubismus eröffnet sich das spielerische Geheimnis von Paul Klee. Nach André Malraux, logisch und wichtig für den Lehrling der Malerei, ergibt sich über viele Stationen die Öffnung zu Lucio Fontana, dessen Teilwerk ich in Abbildungen und real ab 1956 als mein Anliegen erkenne. Über eine noch folgende Zeit fossiler und durchgeübter Materialschlachten in Asphalt, Asche, Firnis und Blech ergibt sich der Durchstoß 1956/57 zur eigenen Formsprache.“

Nach zwei Einzelausstellungen – 1957 in der Galleria del Cavallino in Venedig und 1959 in Otto Mauers Galerie nächst St. Stephan in Wien – erlaubte ihm der 1. Joanneumspreis für zeitgenössische Malerei die Erfüllung eines Traums: Er übersiedelte nach Paris. In einem aufgelassenen Kühlhaus richtete er sich eine notdürftige Behausung ein und ließ seine Frau Helene und die beiden kleinen Kinder nachkommen. Helene Bischoffshausen:
Wir wohnten mit Ratten und Flöhen zusammen. Unsere Nachbarn waren Obdachlose, Schwarzafrikaner, Illegale, Homosexuelle, geldlose Künstler. Ich hab’ in der Früh, bevor die Kinder auf waren, das Gemeinschaftsklo für uns alle gereinigt. Die Wände waren bis oben mit Scheiße bespritzt.
Über den berühmten italienischen Maler Lucio Fontana, mit dem ihn seit 1957 eine lebenslange Freundschaft verband, fand er Zugang zu einer Gruppe von Künstlern, die als die Vorbilder für die Gruppe „ZERO“ die europäische Entwicklungsspitze der Künste bildete, wodurch Bischoffshausen einer von jener wichtigen österreichischen Gruppe von Künstlern nach 1945 wurde, die wie Wolfgang Hollegha, Oswald Oberhuber, Markus Prachensky, Arnulf Rainer, Hans Staudacher, Hans Piccottini (1943–2008) oder Max Weiler in den 1950er und 1960er Jahren ihre Anregungen in der Auseinandersetzung mit den abstrakt expressiven und informellen Tendenzen der französischen zeitgenössischen Kunst erfuhren.
Wie die Gruppe seiner französischen Freunde, die er „ZERO-AVANTGARDE“ nannte, betrieb Bischoffshausen Strukturforschungen in Weiß auf Weiß – „Künstlerleben im Banne der Weißheit“ wird man später einen Gedächtnisartikel betiteln. Der Künstler entwickelte Struktur-Reliefs mit einer radikal reduzierten Formensprache und minimalistischer Materialwahl, einfarbige Flächen wurden derart bearbeitet, dass reliefartige, manchmal auch eingeschnittene Formen entstanden, die Strukturen bilden. Diese plastische Erweiterung der Bildfläche führte zur Auflösung der Trennung von Bild und Raum. In seinen monochrom schwarz, weiß oder gold ausgeführten Strukturbildern jener Zeit tastete er sich an die Grenzen der Darstellbarkeit der Strukturen und der Raumkonzeption heran, bis er an einem Grenzwert des Wahrnehmbaren und der Immaterialität anlangte, der mit den Mitteln der Malerei nicht mehr zu realisieren ist. Dies führte im Extremfall dazu, dass die letzten seiner Arbeiten aus jener Periode nicht mehr fotografierbar, sondern nur mehr mit Hilfe des Tastsinns zu erforschen sind. In jenen reduzierten Strukturbildern formulierte der Künstler jedoch alle großen Themenbereiche wie Raum, Zeit, Energie und Stille.
Bischoffshausen gab seine gewonnenen Erfahrungen mit der französischen Avantgarde von Yves Klein bis zu Georges Mathieu und den internationalen Situationisten allerdings auch weiter, etwa an seinen steirischen Freund Gerhard Lojen, der dadurch gleichzeitig mit seinen abstrakten Bildern im Stile der Grazer Sezession eines Kurt Weber, welcher ja bereits Bischoffshausen zum „Sturz in die Malerei hingerissen“ hatte, unter dem Einfluss von Bischoffshausen und dessen künstlerischem Umfeld ebenfalls abstrakte Materialbilder schuf. Bischoffshausen wiederum forderte nach dem frühen Tod seines Freundes, mit dem es 1983 auch gemeinsame Arbeiten gegeben hatte, im Club 2 des ORF eine Minute Stille, eine Stille, die selbst für eingehende Telefonate erfolgreich war.
1961 eröffneten Heide und Ernst Hildebrand die Klagenfurter „Galerie Wulfengasse 14“ mit Bischoffshausen. Sie hatten ihn 1957 anlässlich seiner ersten Personalausstellung in der Galleria del Cavallino in Venedig kennengelernt. Diese Begegnung führte zu lebenslanger Freundschaft und umfangreicher Korrespondenz mit dem dankbaren Künstler, der in Paris „wie ein Clochard“ lebte, sich wie ein stets absturzgefährdeter „Seiltänzer in ziemlich grossen Höhen“ fühlte und Hildebrandt gesteht: „Wir sind total pleite“.
Erleichterung brachte der Auftrag für ein 30 m langes Relieffries für den damaligen Neubau der chirurgischen Abteilung im Landeskrankenhaus Klagenfurt, den er durch den Architekten Ernst Hildebrand 1961 erhielt. Dieses aus 12 Tafeln bestehende umfangmäßig größte Werk Bischoffshausen, ein „monochromes strukturelles Relief“, laut KABEG mit dem Titel „Champ d’Energie“, wurde 2001 „zwecks Restaurierung“ entfernt, acht Jahre lang unrestauriert auf Schloss Damtschach der Familie Orsini-Rosenberg „vor den Blicken der Öffentlichkeit versteckt“, und, über Initiative von Landesrat Peter Kaiser endlich restauriert, im Oktober 2010 im Foyer des Krankenhaus-Neubaus (jetzt „Klinikum Klagenfurt“) wieder zugänglich gemacht.
1963 hatte Bischoffshausen seine erste Pariser Einzelausstellung in der Galerie Weiler, es folgten Ausstellungen in Den Haag, Rom und in der Kunsthalle Bern, dann wieder mehrere Ausstellungen in Frankreich. Ein Jahrzehnt lang nahm er eine Extrem-Position künstlerischen Agierens, Produzierens und Hinterfragens ein. Wirklich bedeutende Aufträge aber gab es wenige: einen für die Porzellanmanufaktur von Sevres, zwei für Betonreliefs an Schulen in Rouen und in Grenoble. 1964–1969 gab er seine eigene Kulturzeitschrift mit dem Titel Bischoffshausen und die Kultur heraus, wo er immer deutlicher seinen pessimistischen Ansichten über den Stellenwert der Kultur Ausdruck verlieh:

„die gegenwärtige philosophie hat, die „wahrheiten“ ERFOLG und KARRIERE auch in den kunstbetrieb ausstrahlend, eine kunst der museen, der sammlungen und der galerien geboren, die, dissoziiert vom leben als ganzheit, aufgeblasen durch eitelkeit und propaganda nur noch ein schatten ihrer eigentlichen bestimmung ist.“

Im Jahre 1969 nahm er am I. Europäischen Bildhauersymposion Krastal bei Villach teil.
Mit seiner Rückkehr nach Kärnten, wo ihm die Stadt Villach im „Haus der Begegnung“ in Villach-St. Martin ein Atelier zur Verfügung stellte, wandte sich Bischoffshausen vorerst von der Farbe Weiß ab. Reliefbilder in Gold und Rot entstanden. Ab 1975 setzte sich der „kulturpolitische Außenseiter“, wie er sich selbst einmal bezeichnete, mit der Kreuzform auseinander. Materialbilder entstanden, die Bildflächen werden gelocht, gebrannt, die Bildinhalte auf das Wesentliche reduziert. Eine große Retrospektive in der Kärntner Landesgalerie machte ihn 1977 endlich auch in seiner Heimat besser bekannt, öffentliche Aufträge aber gab es kaum, so dass sich sein Werk heute zum ganz großen Teil in Privatbesitz befindet.
Anfang der 1980er Jahre kehrte der Künstler dann wieder zur Farbe Weiß zurück, vereinfachte seine künstlerischen Mittel, was er als „Brutalisierung“ bezeichnete. Als Ausgleich unternahm er etliche Reisen, u. a. nach Taiwan, die in einer „Taiwan-Report“-Serie verarbeitet wurden. Immer stärker isolierte er sich gegenüber dem Kulturbetrieb, und seine gesundheitlichen Probleme kennzeichneten die letzten Lebensjahre. Dem Künstler schien die Welt mit der Rückkehr nach Kärnten abhandenzukommen. Die erhoffte Professur in Graz war 1974 an Giselbert Hoke gegangen, die Verleihung des Professorentitels durch den Bundespräsidenten zwölf Jahre darauf war eine sehr späte Anerkennung ein Jahr vor seinem Tod. Er hatte zu trinken begonnen, eine fortschreitenden Sehnervzerstörung führte schließlich zur Erblindung. „Vielleicht bin ich hier, um zu wissen was Gegenwart ist und um dem Wahnsinn ein bisschen die Hand zu schütteln“, ist in seinen Tagebuchaufzeichnungen zu lesen. In Bischoffshausen schuf sich das „Unangepasste“ einen Namen: Als bildender Künstler trieb er die Askese des Weiß bis ins Ende. Als Literat, der auch ein kraftvolles schriftstellerisches Werk hinterlassen hat, dachte und schrieb er klar und hart. „Er verachtete die Ausbeuter. Er war Mensch vor dem Künstler“, schrieb der Maler Bernard Aubertin an die Galeristin Judith Walker. „Er lebte ein inneres Leid, welches ihn begleitete und zerstörte“, heißt es weiter in diesem Geburtstagsbrief.
Bei Hans Bischoffshausen bildeten Leben und Werk eine unverzichtbare Einheit. Stutz, wie Bischoffshausen von seinen Freunden genannt wurde und unter welchem Namen er in frühen Jahren auch mehrmals seine Bilder signierte, lebte sein künstlerisches Programm mit all seinen Konsequenzen und zählte zu den unbequemsten und faszinierendsten Künstlerpersönlichkeiten Österreichs. Zeit seines Lebens entzog er sich mit radikalen Ansichten in Kunst- und Architekturfragen dem Geschmack der breiten Öffentlichkeit und provozierte Verständnislosigkeit als „kulturpolitischer Außenseiter“, der sich in seiner Kunstauffassung jeder politischen oder gesellschaftlichen Vereinnahmung verweigerte. „Bischoffshausens Energiewolken bleiben, auch wenn sie der Großteil seiner Zeitgenossen weniger gesehen, vielleicht aber doch gespürt hat.“

## Auszeichnungen
- 1951 Premio d’Isonzo (Mostra internationale dei Giovani), Gorizia, Italien
- 1953 Förderungspreis der Kärntner Landesregierung (Kärntner Jugend-Kulturwoche)
- 1954 Premio de Gorizia (2. Preis), Biennale dei Giovani
- 1959 1. Joanneumpreis für zeitgenössische Malerei (Graz)
- 1960 Preis der Gesellschaft der Freunde zeitgenössischer Kunst in Wien (Secession, Wien)
- 1963 Forum-Preis des Bundesministeriums für Unterricht und Kunst
- 1965 Kastner-und-Öhler-Stiftung zum Joanneumpreis (Graz)
- 1967 Seref Diplomasi Istanbul (Ehrendiplom), 5. internationale Keramik-Ausstellung
- 1982 Preis des Landes Steiermark
- 1985 Kulturpreis der Stadt Villach
- 1986 Berufstitel Professor

## Werke in öffentlich zugänglichen Sammlungen
- Italien:
  - 1960: MUSEION – Museum für moderne und zeitgenössische Kunst, Bozen
- Japan:
  - 1962: MOMAK National Museum of Modern Art Kyoto, Kyoto
- Österreich
  - 1962: Neue Galerie Graz am Landesmuseum Joanneum, Graz
  - 1962: Museum Moderner Kunst Kärnten, Klagenfurt
  - 1962: Sammlung Essl – Kunsthaus, Klosterneuburg
  - 1963: Ferdinandeum, Innsbruck
  - 1963–1964:Museum Liaunig, Neuhaus/Suha

## Literarisches Werk
- Hans Bischoffshausen: Werkausgabe der literarischen Arbeiten unter dem Titel „Edition Villach“, 6 Bände
  - Cresyl, die Sonne der Armen. Bericht 1962, Paris. Werkausgabe Bd. 1, hrsg. v. Fred Dickermann, Wieser; Klagenfurt 1999, ISBN 3-85129-278-2.
  - Ein Nachmittag. Hrsg. Fred Dickermann, Werkausgabe Band 2, hrsg. von Fred Dickermann, Wieser Verlag, Klagenfurt 2000, ISBN 3-85129-308-8.
  - Also lieber Freund. Werkausgabe Band 3, hrsg. von Fred Dickermann, Wieser Verlag, Klagenfurt 2001, ISBN 3-85129-349-5.
  - Rotweingeschichte. Werkausgabe Bd. 4, hrsg. von Fred Dickermann, Wieser Verlag, Klagenfurt-Wien 2003, ISBN 3-85129-384-3.
  - Nachtrag zu Paris. Werkausgabe Band 5, hrsg. von Fred Dickermann, Wieser Verlag, Klagenfurt 2005, ISBN 3-85129-488-2.
  - Briefe an die Familie Hildebrand 1959-1987. Werkausgabe Band 6, hrsg. von Ernst Hildebrand, Wieser Verlag, Klagenfurt 2009, iVb. ISBN 3-85129-694-X.
- Hans Bischoffshausen: Gestaltung unseres Lebensraums. In: Otto Breicha, Gerhard Fritsch (Hrsg.): Aufforderung zum Misstrauen. Literatur, bildende Kunst Musik in Österreich seit 1945. Residenz Verlag, Salzburg 1967, S. 523.
- Hans Bischoffshausen: Buchzeichnungen der 1950er Jahre. Galerie Akademia, Residenz-Verlag, Salzburg 1985.